# Agrotis dentilinea
Agrotis dentilinea là một loài bướm đêm trong họ Noctuidae.